# دانشگاه فدرال مینا ژرایس
دانشگاه فدرال مینا ژِرایس (Universidade Federal de Minas Gerais یا UFMG) ،دانشگاه فدرال واقع در بلو هوریزونتچی، ایالت میناس جرایس، برزیل است. دانش آموزان از راه آزمون سالانه به نام (Vestibular) «ورودی» پذیرفته می‌شوند.
UFMG یکی از پنج دانشگاه بزرگ برزیل است، و بزرگترین دانشگاه فدرال آن کشور به حساب می‌آید. این دانشگاه ۷۵ درجه درسی کارشناسی رائه می‌دهد، از جمله درجه پزشکی، حقوق و اقتصاد، درجه مهندسی و علم و هنر. همچنین این دانشگاه ۵۷ برنامه دکترا، ۶۶ برنامه کارشناسی ارشد، ۷۹ برنامه فوق دیپلم و ۳۸ برنامه کارورزی پزشکی ارائه می‌دهد. UFMG دارای ۴۹٬۲۵۴ دانشجو است.
در سال ۲۰۰۷ میلادی دوره‌های کارشناسی این دانشگاه در مکان نخست در نتایج ملی آزمون دانشجوی این کشور (ENADE) قرار گرفتند و به همین ترتیب در سال ۲۰۰۸ میلادی در مکان چهارم.

## نگارخانه

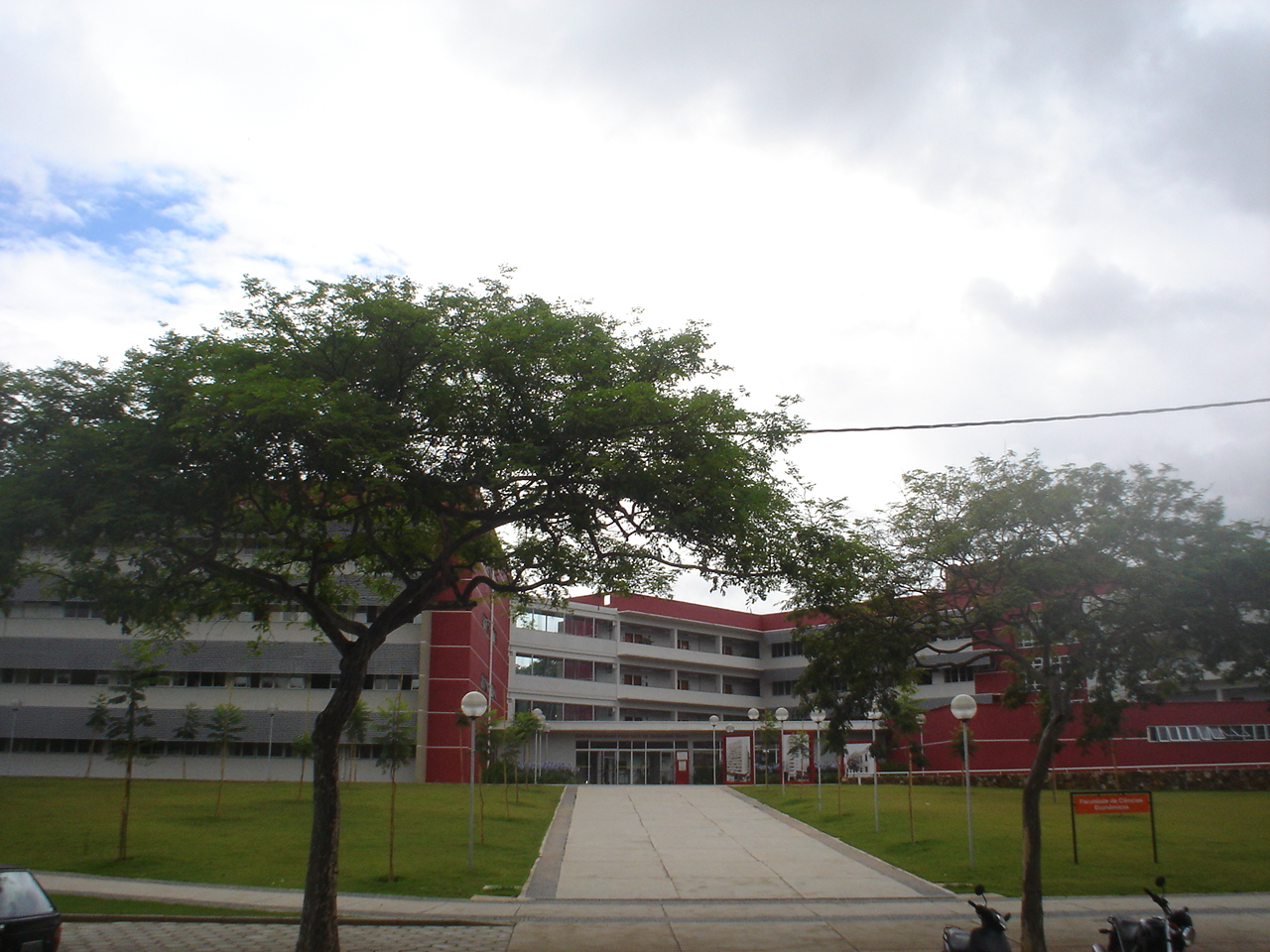
دانشکده علوم اقتصادی
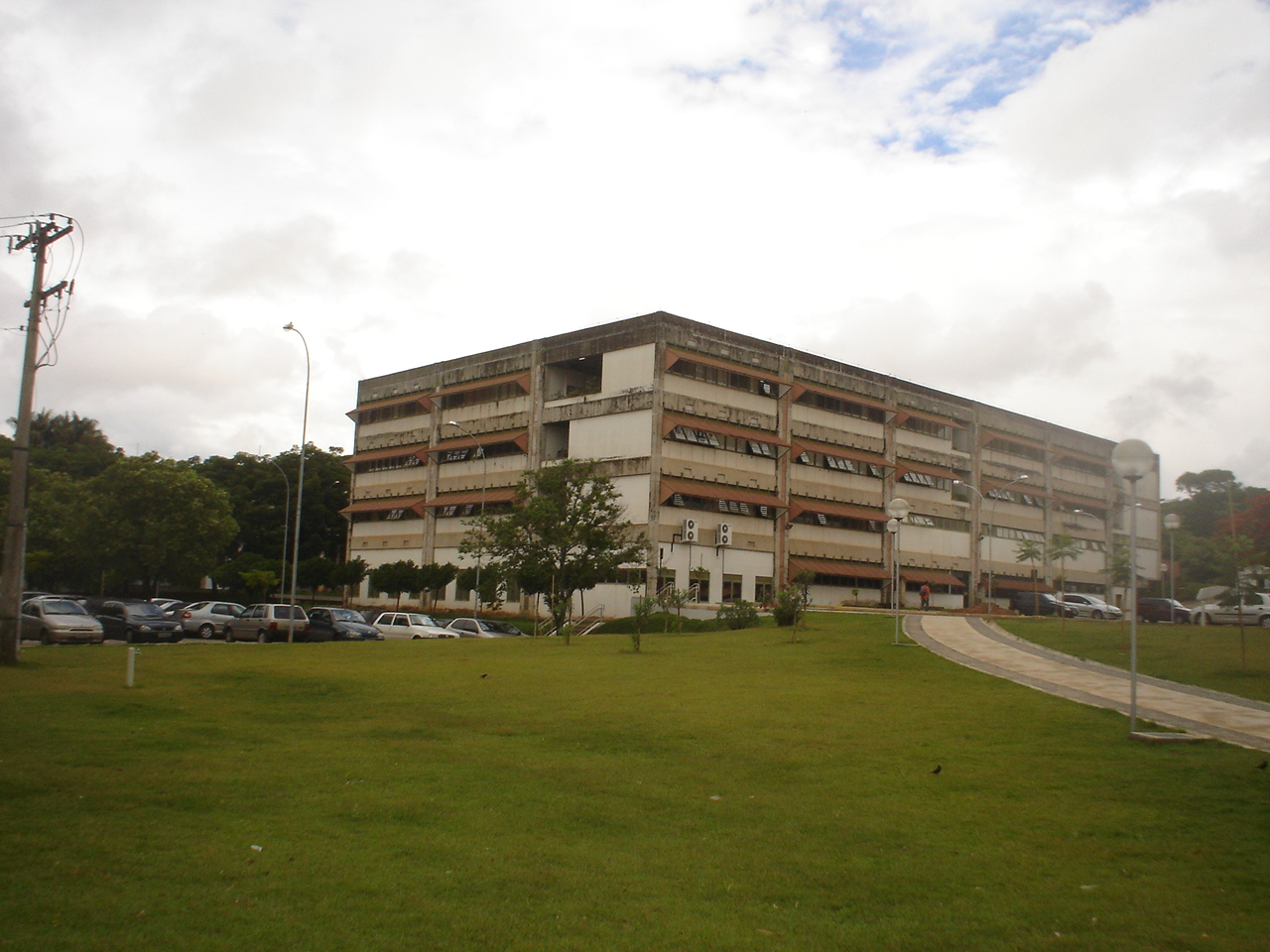
دانشکده فلسفه و علوم انسانی